# Peguy Luyindula
Peguy Luyindula Makanda, né le 25 mai 1979 à Kinshasa, est un footballeur international français. Il évolue au poste d'attaquant ou de milieu de terrain de la fin des années 1990 au milieu des années 2010. 
Formé aux Chamois niortais, il rejoint ensuite le RC Strasbourg avec qui il remporte la Coupe de France en 2001. Après trois ans dans ce club, il est transféré à l'Olympique lyonnais où il gagne trois championnats de France en 2002, 2003 et 2004. En 2004, il s'engage avec l'Olympique de Marseille puis évolue à l'AJ Auxerre et au Levante UD avant de signer au Paris SG. Il remporte avec ce club une nouvelle fois la Coupe de France en 2010.
En équipe de France, il compte, de 2003 à 2009, six sélections pour un but marqué.

## Biographie

### Les débuts
Originaire de la République démocratique du Congo, Peguy Luyindula arrive en 1981 à Gien, dans le Loiret . Il y passe son enfance et fait ses débuts comme footballeur à l'AS Gien. Il acquiert la nationalité française à 19 ans.
Il est formé aux Chamois niortais football club avec lesquels il marque huit buts en vingt-sept matchs lors de sa première saison de Division 2. La saison suivante, il est transféré au RC Strasbourg. Lancé dans le grand bain de la Ligue 1 par l'entraîneur alsacien Claude Le Roy, il joue son premier match dans l'élite lors de la réception de l'Olympique lyonnais début août, avant de marquer son premier but quatre mois plus tard lors d'une victoire deux buts à zéro contre le SC Bastia. Il est encore aujourd'hui le plus jeune auteur d'un triplé en Ligue 1 pour le club alsacien, à 20 ans et 253 jours. Il se révèle et brille en équipe de France espoirs aux côtés de Djibril Cissé, Sidney Govou ou encore Olivier Kapo.

### Olympique lyonnais
Recruté à l'été 2001 par l'Olympique lyonnais pour compenser le départ outre-Manche de Steve Marlet, il confirme ses bonnes dispositions en étant un acteur majeur des titres de champion de l'OL, ce qui lui vaut d'être appelé en Équipe de France. Il gagne en trois ans trois championnats de France : 2002, 2003 et 2004. Il joue ses premiers matchs européens en participant à la Ligue des champions pendant trois saisons consécutives. Avec l'OL, il atteint les quarts de finale lors de la saison 2003-2004 après avoir terminé premier de son groupe devant le Bayern Munich et avoir éliminé la Real Sociedad en huitième de finale.

### Olympique de Marseille et prêts
En 2004, il est transféré à l'Olympique de Marseille (moyennant une indemnité de transfert de 14,5 millions d'euros) et présenté comme le remplaçant de Didier Drogba, même s'il ne joue pas dans le même registre. Malgré la très forte pression marseillaise, Luyindula marque dix buts et termine meilleur buteur olympien. Cela ne suffit cependant pas à faire oublier Didier Drogba dans les cœurs marseillais. Cette saison plutôt délicate à Marseille lui fait perdre le contact avec les Bleus. Luyindula commence la saison 2005-2006 avec Marseille, avant d'être prêté à l'AJ Auxerre où il tente de relancer sa carrière au contact de Jacques Santini, entraîneur qu'il a connu à Lyon et qui lui a donné sa première chance en sélection. Après une saison mi-figue mi-raisin, l'AJ Auxerre ne lève pas l'option d'achat, la faute peut-être à l'arrivée de l'entraineur marseillais, Jean Fernandez.
C'est ainsi que l'attaquant se retrouve en suspens à Marseille à l'été 2006. Le 31 août 2006, juste avant la clôture du mercato estival, Peguy Luyndula est prêté un an sans option d'achat au club espagnol de Levante UD. 

### Paris Saint-Germain
Après six mois au cours desquels il joue très peu, il résilie son contrat avec Levante UD, le 31 janvier 2007, date de la fin du mercato hivernal, et signe dans la foulée au Paris Saint-Germain pour un prêt dont le club parisien prend en charge la totalité de son salaire.
Le 10 février 2007, il débute sous ses nouvelles couleurs contre l'AS Monaco (victoire 4-2). Le 7 avril 2007, il marque son premier but avec le PSG face au Mans FC (2-1) dans un match très important dans la lutte pour le maintien. Il en inscrit un autre à Toulouse face au Toulouse FC et un au Parc des Princes contre le FC Nantes dans des matchs qui ont permis au PSG d'assurer son maintien.
Le PSG lève l'option d'achat à l'été 2007. Malgré cinq buts inscrits, souvent les seuls de son équipe lors de ces matchs, il effectue une saison 2007-2008 très décevante, à l'image de son équipe, mais reste dans les plans de Paul Le Guen pour la saison suivante.
Avec l'arrivée de Charles Villeneuve à la présidence, le PSG effectue un recrutement ambitieux avec l'arrivée notamment de quatre renforts offensifs (Ludovic Giuly, Guillaume Hoarau, Stéphane Sessègnon et Mateja Kežman). Malgré un faible nombre de titularisations en Ligue 1, Peguy Luyindula fait de bonnes entrées au sein d'un effectif à la confiance retrouvée. Le 18 décembre 2008, en coupe de l'UEFA, les Parisiens viennent à bout du FC Twente (4-0 au Parc des Princes) : Luyindula marque deux buts qui permettent à Paris de poursuivre son parcours européen.
Sa renaissance lors de la saison 2008-2009 se confirme par un retour en Équipe de France lors de la double confrontation qualificative pour la Coupe du monde de football 2010 contre la Lituanie.
Le mardi 1er septembre 2009, il prolonge son contrat de deux ans à Paris, où il est désormais engagé jusqu'en juin 2012.
Lors de la saison 2011-2012, il est consultant jeux vidéo sur la chaine CFoot. Côté terrains, il est écarté de l'équipe première du Paris Saint-Germain, contre lequel il porte plainte en février 2012. En mars 2012, Carlo Ancelotti, qui a remplacé Antoine Kombouaré, le réintègre au groupe pro.
Peguy Luyindula fait son retour sur les terrains le 31 octobre 2012 en Coupe de la Ligue contre l'Olympique de Marseille, en remplaçant Jérémy Ménez à la 79e minute (victoire 2-0). Il n'avait plus disputé de match officiel depuis 601 jours. Le 22 décembre 2012, il résilie son contrat avec le PSG.

### Red Bulls de New York

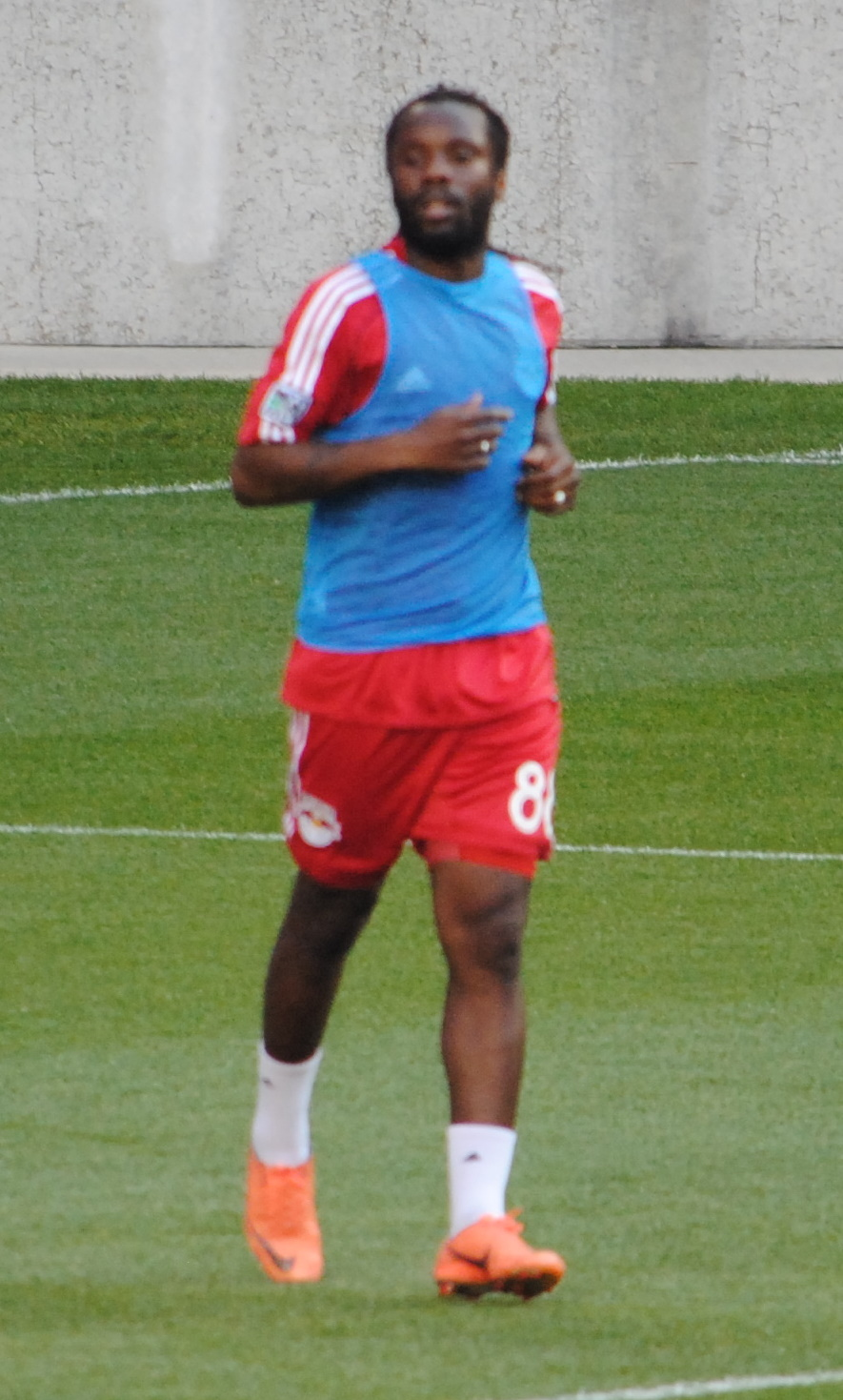
Peguy Luyindula à l'entraînement avec les Red Bulls de New York en 2014.

Le 19 mars 2013, le club des Red Bulls de New York annonce la signature de l'ancien attaquant du Paris Saint-Germain après de nombreuses semaines d'essais. Il y rejoint des joueurs comme Thierry Henry, Juninho ou encore Tim Cahill.
Avec New York, il remporte le MLS Supporters' Shield, le trophée du champion de la saison régulière 2013 de MLS, mais s'incline en demi-finale de conférence lors des séries éliminatoires contre le Dynamo de Houston (2-2, 1-2).
En MLS, il n'évolue plus au poste d'attaquant, mais en tant que milieu de terrain relayeur.
Après deux années passées dans le championnat américain, Peguy Luyindula raccroche les crampons à l'issue de la saison 2015.

### Reconversion
Reconverti comme conseiller du président du Dijon FCO, il devient directeur sportif du club le 4 mai 2020. Le 5 novembre 2020, le DFCO se sépare de son entraîneur Stéphane Jobard et de son directeur sportif Peguy Luyindula. Après neuf journées de championnat, le club dijonnais est alors dernier du championnat, sans victoire, avec 3 points inscrits.

## Carrière

### Statistiques
| Saison                | Club                   | Championnat           | Championnat | Championnat | Coupe nationale | Coupe nationale | Coupe de la Ligue | Coupe de la Ligue | Supercoupe | Supercoupe | Compétition(s) continentale(s) | Compétition(s) continentale(s) | Compétition(s) continentale(s) | France | France | Total | Total |
| Saison                | Club                   | Division              | M.          | B.          | M.              | B.              | M.                | B.                | M.         | B.         | Comp.                          | M.                             | B.                             | M.     | B.     | M.    | B.    |
| 1997-1998             | Chamois niortais       | Division 2            | 27          | 8           | 1               | 0               | 3                 | 0                 | -          | -          | -                              | -                              | -                              | -      | -      | 31    | 8     |
| 1998-1999             | RC Strasbourg          | Division 1            | 18          | 0           | 2               | 0               | 1                 | 0                 | -          | -          | -                              | -                              | -                              | -      | -      | 21    | 0     |
| 1999-2000             | RC Strasbourg          | Division 1            | 30          | 7           | 4               | 1               | 3                 | 0                 | -          | -          | -                              | -                              | -                              | -      | -      | 37    | 8     |
| 2000-2001             | RC Strasbourg          | Division 1            | 31          | 7           | 6               | 4               | 1                 | 2                 | -          | -          | -                              | -                              | -                              | -      | -      | 38    | 13    |
| 2001-2002             | RC Strasbourg          | Division 2            | 6           | 5           | -               | -               | -                 | -                 | 1          | 0          | -                              | -                              | -                              | -      | -      | 7     | 5     |
| Sous-total            | Sous-total             | Sous-total            | 85          | 19          | 12              | 5               | 5                 | 2                 | 1          | 0          | -                              | -                              | -                              | -      | -      | 103   | 26    |
| 2001-2002             | Olympique lyonnais     | Division 1            | 21          | 6           | 2               | 2               | 2                 | 1                 | -          | -          | C1+C3                          | 5+3                            | 1+1                            | -      | -      | 33    | 11    |
| 2002-2003             | Olympique lyonnais     | Ligue 1               | 33          | 11          | 1               | 0               | 2                 | 3                 | 1          | 1          | C1+C3                          | 3+2                            | 1+0                            | -      | -      | 42    | 16    |
| 2003-2004             | Olympique lyonnais     | Ligue 1               | 37          | 16          | 3               | 0               | 1                 | 1                 | -          | -          | C1                             | 10                             | 2                              | 2      | 0      | 53    | 19    |
| Sous-total            | Sous-total             | Sous-total            | 91          | 33          | 6               | 2               | 5                 | 5                 | 1          | 1          | -                              | 23                             | 5                              | 2      | 0      | 128   | 46    |
| 2004-2005             | Olympique de Marseille | Ligue 1               | 35          | 10          | 1               | 0               | 1                 | 0                 | -          | -          | -                              | -                              | -                              | 2      | 1      | 39    | 11    |
| 2005-2006             | Olympique de Marseille | Ligue 1               | 2           | 0           | -               | -               | -                 | -                 | -          | -          | CI                             | 3                              | 1                              | -      | -      | 5     | 1     |
| Sous-total            | Sous-total             | Sous-total            | 37          | 10          | 1               | 0               | 1                 | 0                 | -          | -          | -                              | 3                              | 1                              | 2      | 1      | 44    | 12    |
| 2005-2006             | AJ Auxerre (prêt)      | Ligue 1               | 33          | 10          | 2               | 0               | 2                 | 0                 | -          | -          | -                              | -                              | -                              | -      | -      | 37    | 10    |
| 2006-2007             | Levante UD (prêt)      | Liga                  | 10          | 0           | 2               | 0               | -                 | -                 | -          | -          | -                              | -                              | -                              | -      | -      | 12    | 0     |
| 2006-2007             | Paris Saint-Germain    | Ligue 1               | 14          | 3           | -               | -               | -                 | -                 | -          | -          | C3                             | 4                              | 0                              | -      | -      | 18    | 3     |
| 2007-2008             | Paris Saint-Germain    | Ligue 1               | 31          | 5           | 4               | 0               | 3                 | 0                 | -          | -          | -                              | -                              | -                              | -      | -      | 38    | 5     |
| 2008-2009             | Paris Saint-Germain    | Ligue 1               | 34          | 5           | 1               | 0               | 4                 | 2                 | -          | -          | C3                             | 12                             | 6                              | 2      | 0      | 53    | 13    |
| 2009-2010             | Paris Saint-Germain    | Ligue 1               | 28          | 6           | 2               | 2               | 1                 | 0                 | -          | -          | -                              | -                              | -                              | -      | -      | 31    | 8     |
| 2010-2011             | Paris Saint-Germain    | Ligue 1               | 23          | 0           | 4               | 3               | 2                 | 1                 | 1          | 0          | C3                             | 11                             | 4                              | -      | -      | 41    | 8     |
| 2011-2012             | Paris Saint-Germain    | Ligue 1               | -           | -           | -               | -               | -                 | -                 | -          | -          | -                              | -                              | -                              | -      | -      | 0     | 0     |
| 2012-2013             | Paris Saint-Germain    | Ligue 1               | -           | -           | -               | -               | 1                 | 0                 | -          | -          | -                              | -                              | -                              | -      | -      | 1     | 0     |
| Sous-total            | Sous-total             | Sous-total            | 130         | 19          | 11              | 5               | 11                | 3                 | 1          | 0          | -                              | 27                             | 10                             | 2      | 0      | 182   | 37    |
| 2013                  | Red Bulls de New York  | MLS                   | 22          | 1           | 2               | 0               | 2                 | 0                 | -          | -          | -                              | -                              | -                              | -      | -      | 26    | 1     |
| 2014                  | Red Bulls de New York  | MLS                   | 26          | 5           | 1               | 0               | 5                 | 3                 | -          | -          | LCC                            | 2                              | 0                              | -      | -      | 34    | 8     |
| Sous-total            | Sous-total             | Sous-total            | 48          | 6           | 3               | 0               | 7                 | 3                 | -          | -          | -                              | 2                              | 0                              | -      | -      | 60    | 9     |
| Total sur la carrière | Total sur la carrière  | Total sur la carrière | 461         | 105         | 38              | 12              | 34                | 13                | 3          | 1          | -                              | 55                             | 16                             | 6      | 1      | 597   | 148   |

### Liste des matchs internationaux
| Matchs internationaux de Peguy Luyindula | Matchs internationaux de Peguy Luyindula | Matchs internationaux de Peguy Luyindula     | Matchs internationaux de Peguy Luyindula | Matchs internationaux de Peguy Luyindula | Matchs internationaux de Peguy Luyindula | Matchs internationaux de Peguy Luyindula                             |
|                                          | Date                                     | Lieu                                         | Adversaire                               | Résultat                                 | Compétition                              | Notes                                                                |
| ---------------------------------------- | ---------------------------------------- | -------------------------------------------- | ---------------------------------------- | ---------------------------------------- | ---------------------------------------- | -------------------------------------------------------------------- |
| 1.                                       | 18 février 2004                          | Stade Roi Baudouin, Bruxelles, Belgique      | Belgique                                 | 0 - 2                                    | Match amical                             | Titulaire et remplacé par Steve Marlet à la 62e minute de jeu.       |
| 2.                                       | 31 mars 2004                             | Stade de Feyenoord, Rotterdam, Pays-Bas      | Pays-Bas                                 | 0 - 0                                    | Match amical                             | Entre en jeu à la place de David Trezeguet à la 67e minute de jeu.   |
| 3.                                       | 18 août 2004                             | Stade de la route de Lorient, Rennes, France | Bosnie-Herzégovine                       | 1 - 1                                    | Match amical                             | Titulaire.                                                           |
| 4.                                       | 31 octobre 2004                          | Stade GSP, Nicosie, Chypre                   | Chypre                                   | 0 - 2                                    | Éliminatoires mondial 2006               | Titulaire et remplacé par Patrice Évra à la 65e minute de jeu.       |
| 5.                                       | 28 mars 2009                             | Stade Darius et Girénas, Kaunas, Lituanie    | Lituanie                                 | 0 - 1                                    | Éliminatoires mondial 2010               | Titulaire et remplacé par Karim Benzema à la 64e minutede jeu.       |
| 6.                                       | 1er avril 2009                           | Stade de France, Saint-Denis, France         | Lituanie                                 | 1 - 0                                    | Éliminatoires mondial 2010               | Titulaire et remplacé par André-Pierre Gignac à la 69e minutede jeu. |

### Buts internationaux
| 0   | Date         | Lieu                                         | Compétition  | Résultat | Adversaire         | Détail | Détail         | Détail | Sél. |
| --- | ------------ | -------------------------------------------- | ------------ | -------- | ------------------ | ------ | -------------- | ------ | ---- |
| 1er | 18 août 2004 | Stade de la route de Lorient, Rennes, France | Match amical | N 1-1    | Bosnie-Herzégovine | 7e     | du pied gauche | 1-0    | 3e   |

## Palmarès

### En club
- Champion de France en 2002, en 2003 et en 2004 avec l'Olympique lyonnais
- Vainqueur du MLS Supporters' Shield en 2013 avec les Red Bulls de New York
- Vainqueur de la Coupe de France en 2001 avec le RC Strasbourg et en 2010 avec le Paris SG
- Vainqueur de la Coupe de la Ligue en 2008 avec le Paris SG
- Vainqueur du Trophée des Champions en 2002  avec l'Olympique lyonnais
- Finaliste de la Coupe de France en 2008 avec le Paris SG
- Finaliste du Trophée des Champions en 2001 avec le RC Strasbourg et en 2010 avec le Paris SG

### EnÉquipe de France
- Vice-champion d'Europe Espoirs en 2002 avec les Espoirs

### Distinctions individuelles
- Meilleur buteur du Tournoi de Toulon en 1999 (5 buts)
- Trophée UNFP du joueur du mois de Ligue 1 en janvier 2005, en avril 2007 et en janvier 2009

## Vie privée
Son père, Maki a été joueur au Daring Club et international Zaïrois dans les années 70.